# ミルマン (小惑星)
ミルマン (2904 Millman) は、小惑星帯にある小惑星。エドワード・ボーエルがローウェル天文台で発見した。
流星の研究で知られるカナダの天文学者、ピーター・ミルマンに因んで名付けられた。